# Siebel Si 204
Siebel Si 204 là một loại máy bay vận tải/huấn luyện hai động cơ được phát triển trong Chiến tranh thế giới II. Nó dựa trên loại Fh 104.

## Quốc gia sử dụng

### Quân sự
Tiệp Khắc
- Không quân Tiệp Khắc
- Cảnh vệ Quốc gia Tiệp Khắc

 Pháp
- Không quân Pháp
- Hải quân Pháp

 Germany
- Luftwaffe

 Hungary
- Không quân Hungary

 Ba Lan
- Không quân Ba Lan

 Slovakia
- Không quân Slovak (1939-1945)

 Thụy Sĩ
- Không quân Thụy Sĩ

 Liên Xô
- Không quân Xô viết

### Dân sự
Tiệp Khắc
- ČSA

 Germany
- Deutsche Luft Hansa

 Hà Lan
- NLL Dutch National Aeronautical Laboratory

 Ba Lan
- Polskie Linie Lotnicze LOT

 Thụy Điển
- Rikets Allmänna Kartverk

 Liên Xô
- Aeroflot

## Tính năng kỹ chiến thuật (Si 204)

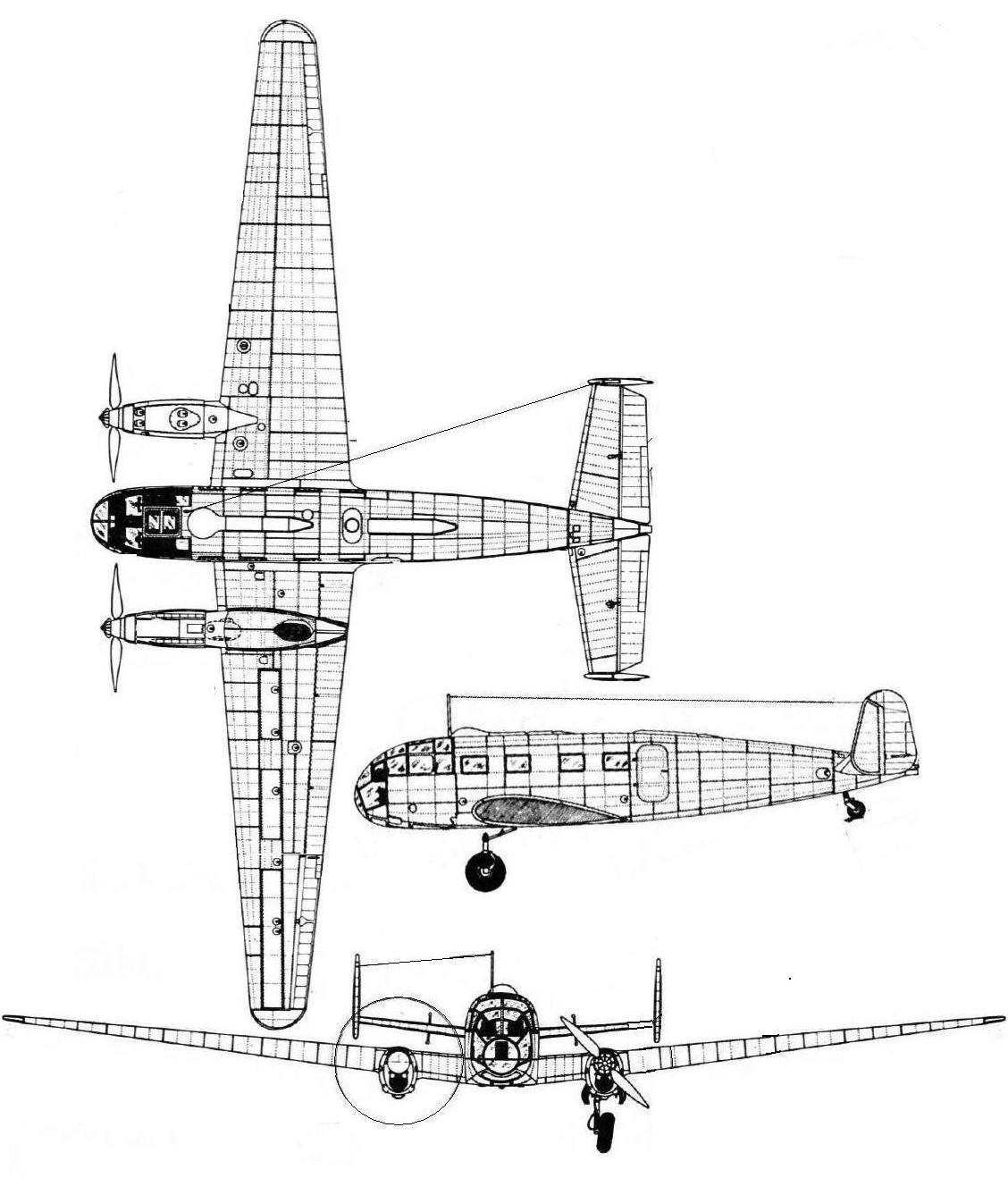
Siebel Si 204

Đặc điểm tổng quát
- Kíp lái: 1-2
- Sức chứa: 8 hành khách hoặc 1.650 kg (3.638 lb) hàng hóa
- Chiều dài: 13 m (42 ft 8 in)
- Sải cánh: 21,33 m (70 ft 0 in)
- Chiều cao: 4,25 m (14 ft 0 in)
- Diện tích cánh: 46 m² (495 ft²)
- Trọng lượng rỗng: 3.950 kg (8.709 lb)
- Trọng lượng cất cánh tối đa: 5.600 kg (12.348 lb)
- Động cơ: 2 × Argus As 411 A1, 441 kW (592 hp)  mỗi chiếc

 Hiệu suất bay 
- Vận tốc cực đại: 364 km/h (228 mph)
- Tầm bay: 1.400 km (875 dặm)
- Trần bay: 6.400 m (20.992 ft)
- Vận tốc lên cao: 360 m/phút (1.181 ft/phút)